# Glaucocharis spinulella
Glaucocharis spinulella là một loài bướm đêm trong họ Crambidae.